# Amblystegium gallicum
Amblystegium gallicum är en bladmossart som beskrevs av Niels Bryhn 1903. Amblystegium gallicum ingår i släktet Amblystegium och familjen Amblystegiaceae. Inga underarter finns listade i Catalogue of Life.